# Marjolein Caniëls
Marjolein Charlotte Jacqueline Caniëls (Venlo, 1971) is een Nederlands hoogleraar aan de Open Universiteit.

## Biografie
Caniëls promoveerde in 1999 te Maastricht op Regional growth differentials. The impact of locally bounded knowledge spillovers. Sinds mei 2010 is ze hoogleraar aan de Open Universiteit te Heerlen in Organizational learning in the knowledge society aan welke universiteit ze al sinds 2001 werkzaam was. In 2009 leverde ze een bijdrage aan de klimaatconferentie in Kopenhagen. Ze is lid van verscheidene (onderzoeks)commissies bij haar universiteit. Ze leidt een onderzoeksteam van ongeveer 30 onderzoekers en begeleidt rond de tien promovendi. Ze werkte mee aan meer dan 100 publicaties op haar vakgebied.